# Асудех, Эш
Аршиа Асудех (англ. Arshia Asudeh), известный как Эш Асудех (англ. Ash Asudeh) — канадский лингвист, специализирующийся на семантике, синтаксисе и когнитивистике, работающий в Карлтонском университете и Оксфордском университете; в 2016 году последний присвоил ему звание профессора семантики. 

## Биография
Эш Асудех окончил Карлтонский университет, получив степень бакалавра гуманитарных наук в области когнитивистики в 1996 году, а затем получил двухгодичную степень магистра философии в Эдинбургском университете, защитив диссертацию на тему «Анафора и структура аргумента: темы синтаксиса и семантики возвратных и обратных предложений». В период с 1998 по 2004 год он получил докторскую степень на кафедре лингвистики Стэнфордского университета, успешно защитив диссертацию на тему «Возобновление как управление ресурсами». В течение следующего учебного года он читал лекции в Университете Крайстчерч в Кентербери; был ассистент-профессором (2006–2010), а затем адъюнкт-профессором (с 2010 года) в Университете Карлтона. В 2011 году он занял должность преподавателя на факультете лингвистики, филологии и фонетики Оксфордского университета и присоединился к колледжу Иисуса в Оксфорде в качестве стипендиата. В 2016 году Оксфордский университет присвоил ему звание профессора семантики.

## Исследования
Исследования Асудеха сосредоточены на семантике, прагматике, синтаксисе, когнитивистике, компьютерной лингвистике, языке и логике. Среди его опубликованных работ:
- Joan Bresnan[англ.], Ash Asudeh, Ida Toivonen, and Stephen Wechsler, Lexical-Functional Syntax, 2nd ed. (Wiley-Blackwell, 2016).
- Ash Asudeh and Ida Toivonen, "With Lexical Integrity", Theoretical Linguistics, vol. 40, issues 1–2 (2014), pp. 175–186.
- Ash Asudeh, Mary Dalrymple[англ.] and Ida Toivonen, "Constructions with Lexical Integrity", Journal of Language Modelling, vol. 1, issue 1 (2013), pp. 1–54.
- Ash Asudeh and Ida Toivonen, "Copy raising and perception", Natural Language and Linguistic Theory, vol. 30, issue 2 (2012), pp. 321–380.
- Ash Asudeh, The Logic of Pronominal Resumption (Oxford University Press, 2012).